# Polaczki
Polaczki (ros. Полячки) – wieś (ros. деревня, trb. dieriewnia) w zachodniej Rosji, w osiedlu wiejskim Łoinskoje rejonu smoleńskiego w obwodzie smoleńskim.

## Geografia
Miejscowość położona jest 10 km od drogi regionalnej 66K-28 (Diemidow – Rudnia), 7,5 km od drogi regionalnej 66K-11 (Niżniaja Dubrowka – Michajlenki), 15 km od drogi regionalnej 66N-1809 (Pyndino – Zamoszczje), 35 km od drogi regionalnej 66A-71 (Olsza – Nowyje Batieki), 27,5 km od drogi magistralnej M1 «Białoruś», 20,5 km od drogi federalnej R120 (Orzeł – Briańsk – Smoleńsk – Witebsk), 3 km od centrum administracyjnego osiedla wiejskiego (Łoino), 49 km od Smoleńska, 21 km od najbliższej stacji kolejowej (Gołynki).

## Demografia
W 2010 r. miejscowość zamieszkiwała 1 osoba.

## Historia
W czasie II wojny światowej od lipca 1941 roku dieriewnia była okupowana przez hitlerowców. Wyzwolenie nastąpiło we wrześniu 1943 roku.